# Antedon bifida
Antedon bifida — вид морських лілій родини Antedonidae.

## Поширення
Вид поширений на сході Атлантики біля узбережжя Європи та Західної Африки. В Середземному морі відсутній, там його заміняє Antedon mediterranea. Трапляється на глибині до 200 м.

## Опис
Ця морська лілія має 10 червоних (інколи фіолетових) перистих рук, іноді вкраплених білим кольором, із штрихами. Руки оснащені липкими віями, якими вона захоплює планктон, яким харчується. Центральний диск не перевищує 1 см в діаметрі, а руки можуть досягати 15 см завдовжки. Рот і амбулакральні борозни знаходяться на верхній поверхні диска.

## Спосіб життя
A. bifida вловлює детрит і планктон своїми руками, коли вони пропливають повз. Більші частинки захоплюються і утримуються двома більшими амбулакральними ніжками. Дрібні частинки прилипають до слизу, який виробляє тварина, а потім за допомогою амбулакральних ніжок ці частинки об'єднуються в більші кульки. Далі їжа переноситься в амбулакральний жолобок, де рухається до рота струмом, який створюють війки, що вистилають канавку.
Морська лілія чіпляється за субстрат кігтеподібними ніжками на нижній частині диска. Завдяки тим ніжкам тварина може повільно повзати по кільцевій траєкторії. Крім того, вона може плавати на невеликі відстані, махаючи руками.
A. bifida має симбіотичний зв'язок з поліхетою Myzostoma cirriferum. Личинки хробака вловлюються амбулакральними ніжками і обробляються як частинки їжі. Вони прикріплюються в амбулакральних борознах, де вони зазнають метаморфозу і дозрівають. Вони тримаються за параподіальні гачки і можуть рухатися по жолобі.